# James Arthur (zanger)
James Andrew Arthur (Middlesbrough, 2 maart 1988) is een Brits zanger en muzikant die de negende reeks van The X Factor won in 2012.

## Biografie

### Jeugd
Arthur werd geboren in Middlesbrough. Hij heeft een Engelse moeder, Shirley Ashworth, en Schotse vader, Neil Arthur. Zijn vader is vrachtwagenchauffeur, maar was in zijn jonge jaren lange tijd dj en drummer. Moeder was mannequin en daarna verkoopster. Zijn ouders gingen uit elkaar toen James een jaar oud was en hertrouwden beiden na enkele jaren. Ze zagen elkaar nauwelijks gedurende meer dan twintig jaar, maar waren bij de auditie samen aanwezig om hun zoon te steunen.
Arthur verhuisde op negenjarige leeftijd met moeder en stiefvader naar Bahrein, waar hij vier jaar de plaatselijke British School bezocht. Nadat ook deze ouders uit elkaar gingen verhuisde hij, toen 14, met moeder Shirley en drie zussen terug naar het Verenigd Koninkrijk. 

### Deelname aanThe X Factor(2012)
Voorafgaand aan zijn deelname aan The X Factor, was hij als zanger en gitarist tussen 2005 en 2012 verbonden aan een aantal bands, en daarna trad hij op als soloartiest. Arthur deed oorspronkelijk auditie voor The X Factor in Newcastle. Hij deed een akoestische vertolking van jurylid Tulisa Contostavlos' Young, voordat hij zijn verleden verklaarde, met korte periode in pleegzorg inbegrepen en de tijd die hij doorgebracht had in appartementen na break-ups binnen zijn familie. Hij onthulde ook dat zijn vader en moeder voor meer dan 20 jaar nauwelijks tegen elkaar hadden gesproken, en dit een soort reünie voor hen was om zijn auditie bij te wonen. Hij zong A Million Love Songs tijdens bootcamp en werd gekozen als een van de zes deelnemers in de categorie "Boys" om verder te gaan. Vanaf dit punt werd Arthur begeleid door Nicole Scherzinger. Na zijn voorstelling van I can’t make you love me werd hij uitgekozen als een van de twaalf deelnemers om door te gaan naar de liveshows, en als een van de drie in de categorie "Boys".
Na zijn tweede liveoptreden had Arthur backstage last van een angstaanval. Hij werd in de studio behandeld, paramedici beslisten dat hij niet naar het ziekenhuis moest gaan, en werd bevolen terug naar zijn hotel te gaan om te rusten. Na zijn versie van LMFAO's Sexy and I Know It te hebben gebracht tijdens de derde liveshow op 20 oktober, werd Arthur beschuldigd van plagiaat. Zijn vertolking was zeer vergelijkbaar met de uitvoering door YouTube-ster only1Noah, die het op 9 mei 2012 had geüpload en meer dan 17 miljoen views had. In week 7, na het uitvoeren van Can't Take My Eyes Off You stond Arthur bij de laatste drie kandidaten. Hij zong Fallin' om het op te nemen tegen medefavoriet Ella Henderson, maar de stem van de juryleden was gelijkmatig verdeeld (mentor Nicole Scherzinger en Gary Barlow stemden om hem te houden, terwijl Contostavlos en Louis Walsh gestemd hadden voor Henderson). Arthur werd toen gered door de stemmen van het publiek. Op 8 december haalde hij het daardoor tot de tweede avond van de livefinale. Arthur won The X Factor op 9 december 2012 met 53,7% van de eindstemming, tegen Jahméne Douglas, die 38,9% van de stemmen had ontvangen.

### Internationale doorbraak

James Arthur op de NRJ Music Awards in 2013

Zijn debuutsingle Impossible, een cover van Shontelle, werd uitgebracht na de finale en kwam binnen op nummer 1 in de UK Singles Chart in de eerste week na uitgifte. In de eerste week werden bijna een half miljoen exemplaren verkocht. Met inmiddels meer dan 1,3 miljoen exemplaren verkocht is dit de best verkopende single van een The X Factor-winnaar. Ook internationaal werd de single een grote hit.
In 2014 won James Arthur tijdens de Franse NRJ Music Awards de prijs voor meest veelbelovende buitenlandse artiest.
In september 2016 bracht Arthur het nummer Say you won't let go uit, afkomstig van het album Back from the edge. De single wist het succes van Impossible te overtreffen en werd in diverse landen een nummer 1-hit, waaronder in het Verenigd Koninkrijk, Australië, Zweden en Nederland (in de Single Top 100). In de Nederlandse Top 40 bleef de single steken op nummer 2.
Het in 2018 verschenen Rewrite the stars (een duet met zangeres Anne-Marie) leverde Arthur opnieuw een hit op.

## Discografie

### Albums
| Album met eventuele hitnotering(en) in de Nederlandse Album Top 100 | Datum van verschijnen | Datum van binnenkomst | Hoogste positie | Aantal weken | Opmerkingen |
| ------------------------------------------------------------------- | --------------------- | --------------------- | --------------- | ------------ | ----------- |
| James Arthur                                                        | 2013                  | 09-11-2013            | 99              | 1            |             |
| Back from the edge                                                  | 2016                  | 05-11-2016            | 44              | 26           |             |

| Album met hitnotering(en) in de Vlaamse Ultratop 200 albums | Datum van verschijnen | Datum van binnenkomst | Hoogste positie | Aantal weken | Opmerkingen |
| ----------------------------------------------------------- | --------------------- | --------------------- | --------------- | ------------ | ----------- |
| James Arthur                                                | 01-11-2013            | 09-11-2013            | 74              | 23           |             |
| Back from the edge                                          | 28-10-2016            | 05-11-2016            | 19              | 32           |             |

### Singles
| Single met eventuele hitnotering(en) in de Nederlandse Top 40 | Datum van verschijnen | Datum van binnenkomst | Hoogste positie | Aantal weken | Opmerkingen                                                |
| ------------------------------------------------------------- | --------------------- | --------------------- | --------------- | ------------ | ---------------------------------------------------------- |
| Impossible                                                    | 2013                  | 26-01-2013            | tip9            | -            | Nr. 61 in de Single Top 100                                |
| Say You Won't Let Go                                          | 2016                  | 05-11-2016            | 2               | 27           | Nr. 1 in de Single Top 100 / Alarmschijf                   |
| Sun Comes Up                                                  | 2017                  | 08-07-2017            | tip3            | -            | met Rudimental                                             |
| Naked                                                         | 2017                  | 02-12-2017            | tip10           | -            | Nr. 74 in de Single Top 100                                |
| Rewrite the Stars                                             | 2018                  | 08-12-2018            | 10              | 17           | met Anne-Marie / Alarmschijf / Nr. 24 in de Single Top 100 |
| Train Wreck                                                   | 2020                  | 31-10-2020            | tip1            | -            |                                                            |
| Medicine                                                      | 2021                  | 13-03-2021            | tip23           | 4            |                                                            |
| Questions                                                     | 2022                  | 04-06-2022            | 16              | 26           | met Lost Frequencies                                       |
| Lose You                                                      | 2022                  | 19-11-2022            | tip9            | 9            | met Afrojack                                               |
| Work with My Love                                             | 2023                  | 17-02-2023            | 28              | 11           | met Alok                                                   |

| Single met hitnotering(en) in de Vlaamse Ultratop 50 | Datum van verschijnen | Datum van binnenkomst | Hoogste positie | Aantal weken | Opmerkingen               |
| ---------------------------------------------------- | --------------------- | --------------------- | --------------- | ------------ | ------------------------- |
| Impossible                                           | 10-12-2012            | 16-03-2013            | 3               | 25           | Goud                      |
| You're Nobody 'til Somebody Loves You                | 09-09-2013            | 26-10-2013            | tip28           | -            |                           |
| Recovery                                             | 25-11-2013            | 30-11-2013            | tip11           | -            |                           |
| Say You Won't Let Go                                 | 09-09-2016            | 22-10-2016            | 10              | 24           | 2x Platina                |
| Safe Inside                                          | 03-02-2017            | 18-03-2017            | tip17           | -            |                           |
| Can I Be Him                                         | 14-04-2017            | 17-06-2017            | tip             | -            |                           |
| Sun Comes Up                                         | 30-06-2017            | 08-07-2017            | tip1            | -            | met Rudimental            |
| Naked                                                | 24-11-2017            | 03-02-2018            | 38              | 8            |                           |
| You Can Cry                                          | 04-05-2018            | 19-05-2018            | tip             | -            | met Marshmello en Juicy J |
| Empty Space                                          | 19-10-2018            | 17-11-2018            | tip             | -            |                           |
| Rewrite the Stars                                    | 16-11-2018            | 29-12-2018            | 7               | 21           | met Anne-Marie            |
| Train Wreck                                          | 2020                  | 14-11-2020            | 47              | 11           | Goud                      |
| Questions                                            | 2022                  | 11-06-2022            | 13              | 24           | met Lost Frequencies      |
| Work with My Love                                    | 2023                  | 06-05-2023            | 47              | 5            | net Alok                  |

### NPO Radio 2 Top 2000
| Nummer met noteringen in de NPO Radio 2 Top 2000 | '17  | '18  |
| ------------------------------------------------ | ---- | ---- |
| Say You Won't Let Go                             | 1840 | 1966 |

1. ↑  Een vetgedrukt getal geeft de hoogste notering aan.
2. ↑  2017 was het eerste jaar met een notering voor dit nummer.
3. ↑  Deze tabel is bijgewerkt tot en met de laatste editie (2024).